# جمناي 7

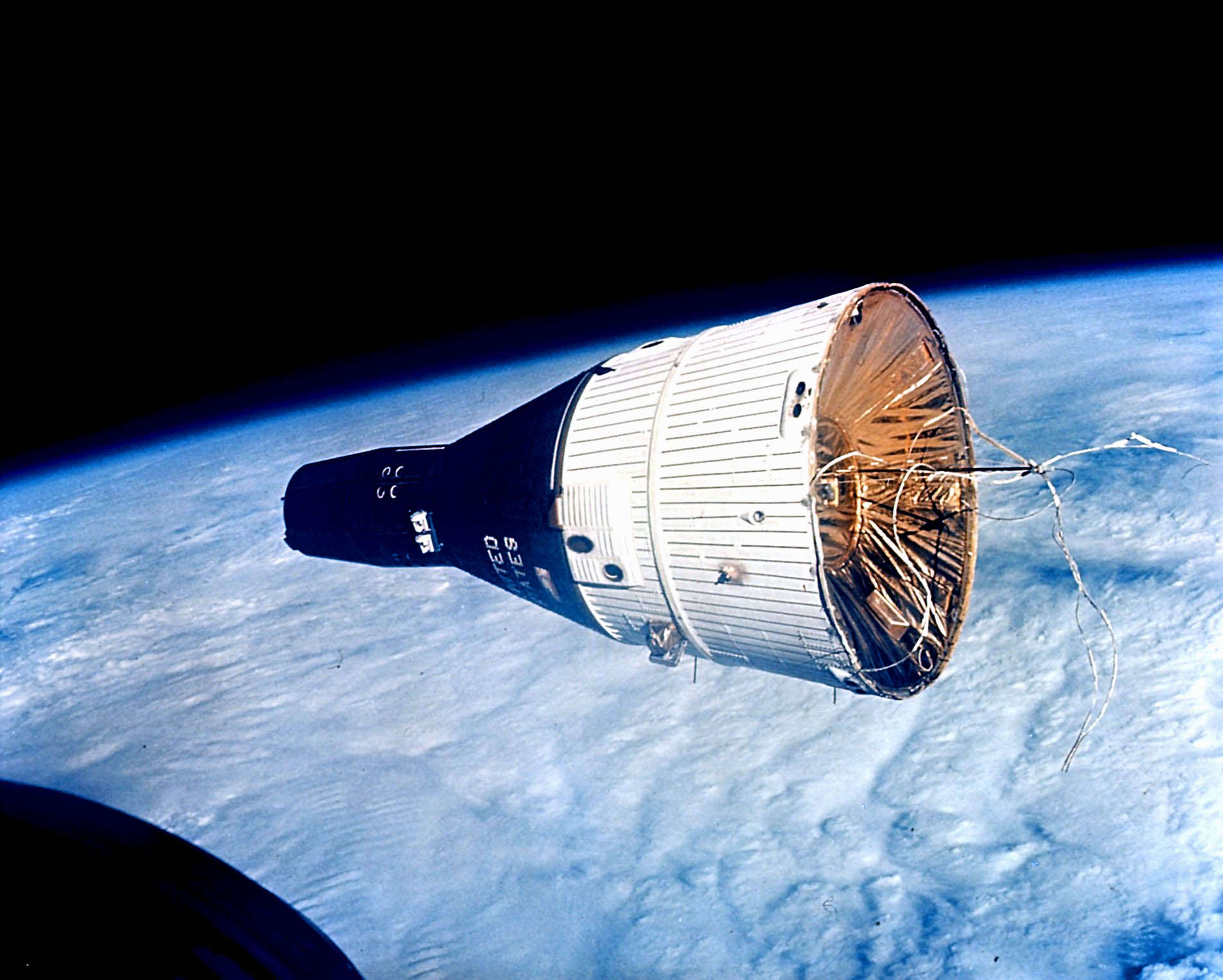
صورة جمناي 7 من مركبة جمناي 6 إيه.

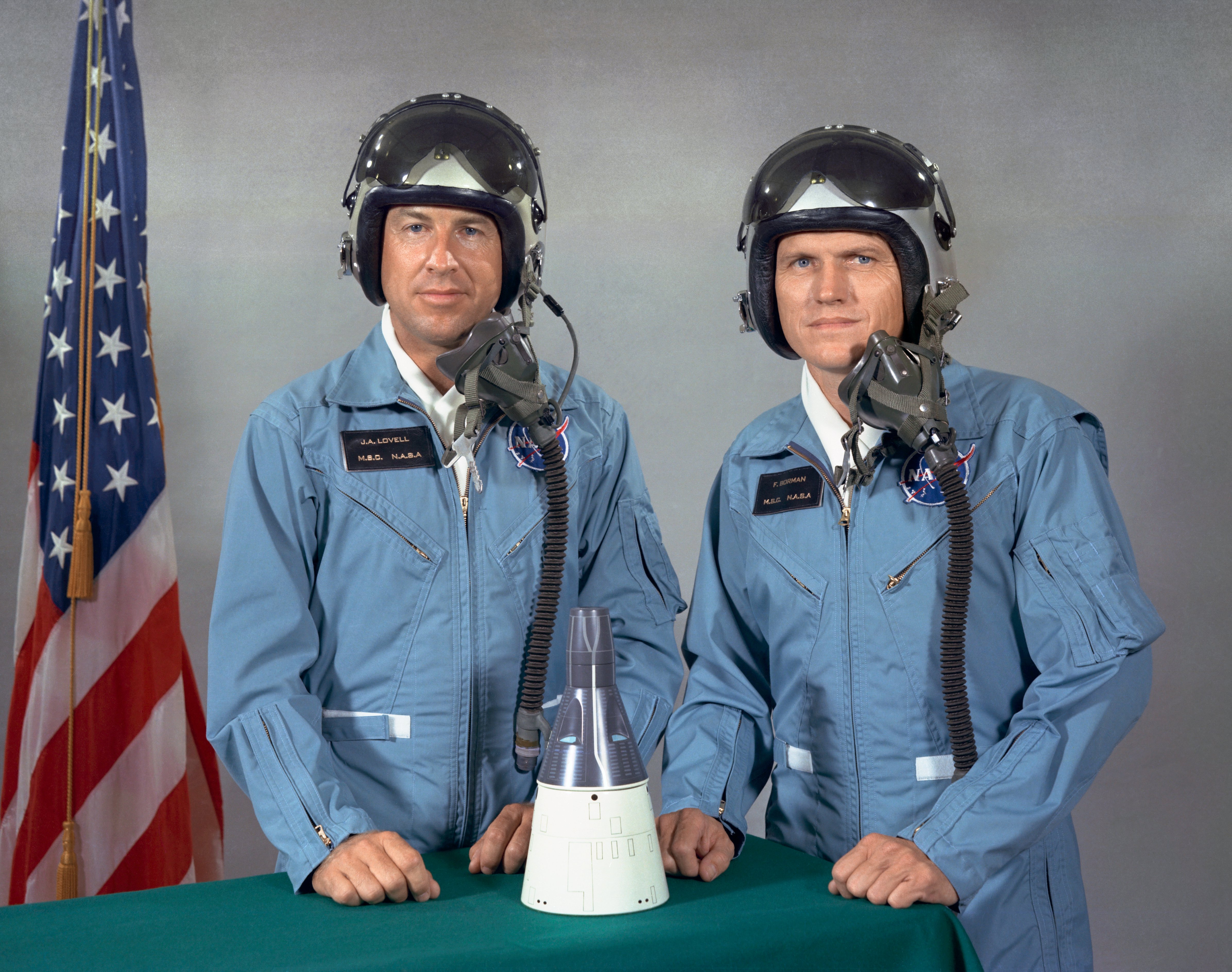
(من اليسار إلى اليمين) لوفيل وبورمان.

كانت جمناي 7 رحلةً فضائية مأهولة أُطلقت عام 1965 ضمن برنامج جمناي التابع لوكالة ناسا. كانت هذه هي الرحلة الرابعة المأهولة في برنامج جمناي، والرحلة الفضائية الأمريكية المأهولة الثانية عشرة، ورحلة الفضاء الحادية والعشرون المأهولة على الإطلاق بما في ذلك الرحلات الجوية السوفيتية ورحلات إكس 15 التي وصلت إلى خط كارمان. قضى رائدا الفضاء فرانك بورمان وجيم لوفيل نحو 14 يومًا في الفضاء، قطعا خلالها 206 مدار حول الأرض. كانت مركبتهما الفضائية هي الهدف الساكن لأول مناورة التقاء فضائية مع مركبة جمناي 6 إيه.

## أهداف المهمة

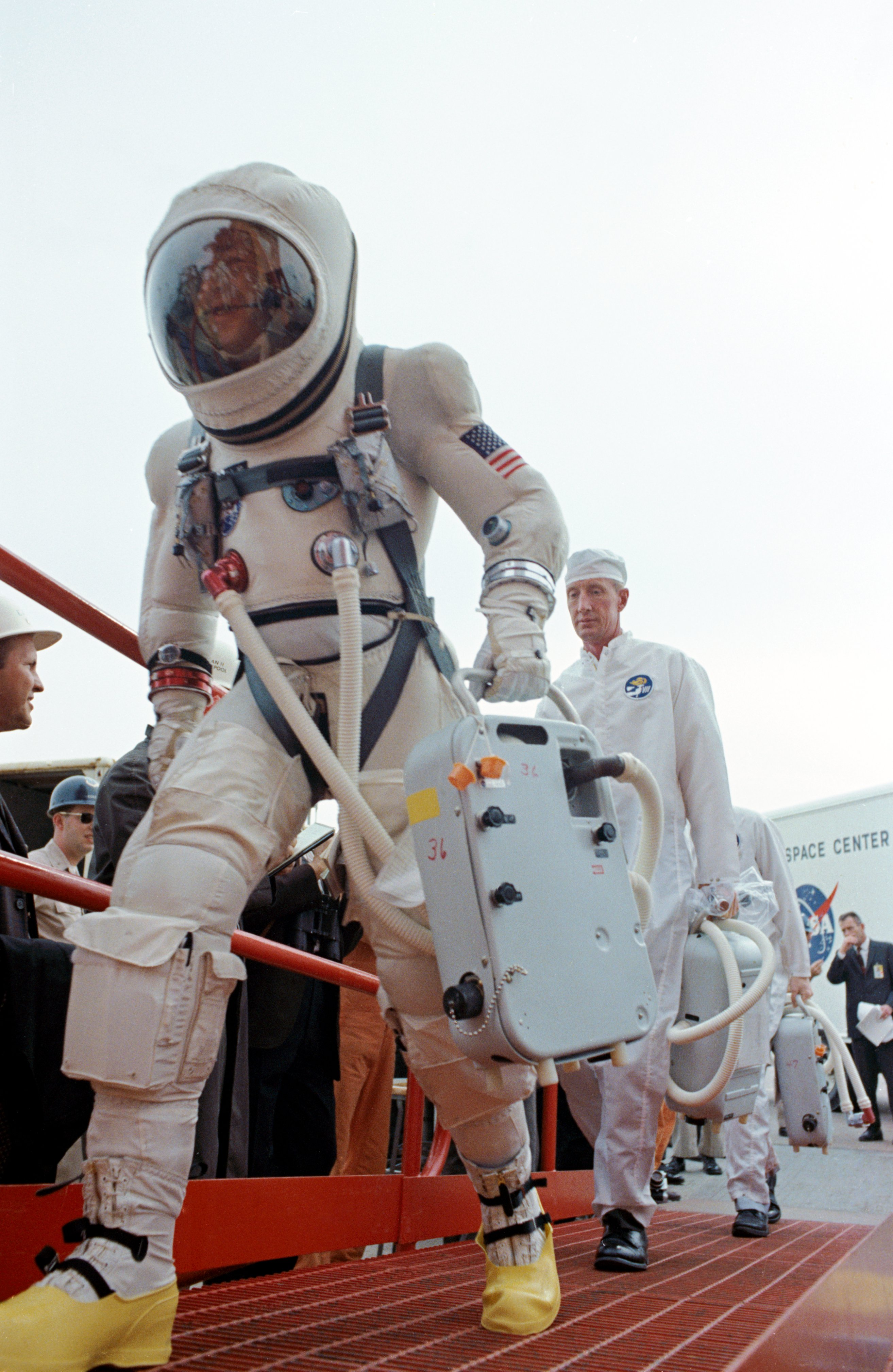
لوفيل قبل الإطلاق مرتديًا بدلة جي 5 سي الفضائية التي امتلكت غطاء رأس بسحاب بدلًا من خوذة جامدة منفصلة.

كان من المقرر إطلاق جمناي 7 بعد جمناي 6، ولكن جمناي 6 ألغيت بعد فشل إطلاق مركبة الاستهداف أجينا التي كان من المفترض أن تلتقي وتلتحم بها. كانت مهمة الالتقاء ضروريةً للغاية، لذلك تقرر إطلاق مهمة جمناي 6 إيه البديلة بالتزامن مع جمناي 7، واستخدام الأخيرة كهدف للالتقاء.
تغيرت المهمة الأصلية لجمناي 7 قليلًا مع هذه الخطط الجديدة. كان من المقرر دائمًا أن تكون رحلةً طويلة الأمد، لدراسة آثار قضاء 14 يومًا في الفضاء على جسم الإنسان. كانت هذه الفترة ضعفي أطول فترة قضاها أي شخص في الفضاء واحتفظت بالرقم القياسي لمدة خمس سنوات.
اضطرت ناسا لحل مشاكل رحلات الفضاء طويلة الأمد خلال هذه المهمة التي استمرت 14 يومًا في الفضاء، مثل تخزين النفايات (تدرب الطاقم على حشو النفايات الورقية خلف مقاعدهم قبل الرحلة). عمل الرجلان وناما في نفس الوقت، لتتناسب فترة عملهما مع فترة عمل أطقم المناوبة في مركز التحكم. أجريت عشرون تجربة خلال المهمة، أي أكثر من أي مهمة جمناي سابقة، وتضمنت دراسات عن المواد الغذائية في الفضاء. قام رائدا الفضاء أيضًا باختبار بدلة فضاء خفيفة الوزن، تُسمى جي 5 سي، والتي تبين أنها غير مريحة عند ارتدائها لفترة طويلة في المركبة الفضائية الحارة والضيقة. أجري أهم اختبار للمهمة في اليوم الحادي عشر عندما التحمت مع جمناي 6 إيه.
أخذ رائدا الفضاء بنصيحة بيت كونراد الذي قضى في الفضاء 8 أيام خلال مهمة جمناي 5، وجلبا معهما كتبًا للقراءة. احتفظت مهمة جمناي 7 بالرقم القياسي لأطول رحلة فضائية على الإطلاق حتى مهمة سويوز 9 في يونيو 1970، وكانت أطول رحلة فضاء مأهولة في تاريخ الولايات المتحدة حتى مهمة سكايلاب 2 في مايو ويونيو 1973.

## الرحلة

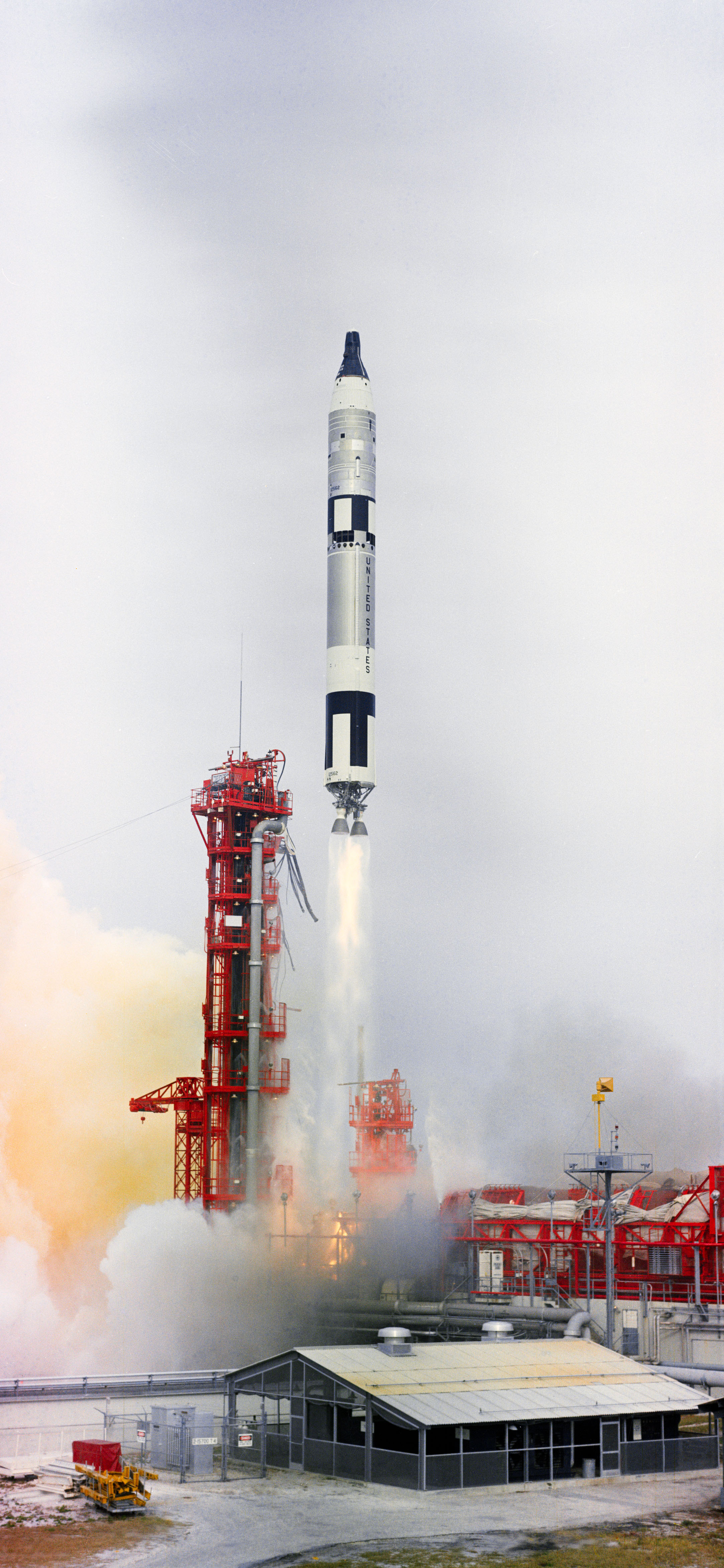
انطلاق مهمة جمناي 7 إلى الفضاء.

جرى الإطلاق دون أي مشاكل وعملت جميع أنظمة صاروخ تيتان 2 كما كان متوقعًا. اكتُشفت بعض اهتزازات بوجو الطفيفة بعد 110 ثانية من الإطلاق، ولكن على عكس جمناي 5 حيث عانى رواد الفضاء من مشاكل مؤقتة في الرؤية والكلام، أفاد بورمان بأنه شعر فقط بإحساس اهتزاز خفيف للغاية ولم يشعر لوفيل بشيء. بعد الانفصال عن مرحلة الصاروخ المُستهلكة، قام رائدا الفضاء بتدوير المركبة الفضائية وحافظا على مسافة ثابتة بينها وبين مرحلة الصاروخ، التي هي مناورة جربتها مهمة جمناي 4 لأول مرة. فشلت محاولة جمناي 4، بسبب المعرفة المحدودة حينها بميكانيكا المدارات المعقدة المطلوبة. تحركت جمناي مع مرحلتها العليا لمدة 15 دقيقة، قبل أن يوقف بورمان المركبة لأنه شعر أن المركبة استهلكت الكثير من الوقود، كما كانت المركبة تتحرك بشكل غير منتظم أثناء نفثها لقودها المتبقي.
أمضا رائدا الفضاء بقية يومهما الأول في إجراء بعض التجارب وتناول وجبتهما الأولى. حُددت فترة نومهما في نفس الوقت على عكس المهام السابقة وحصلا على قسط من النوم. في صباح اليوم التالي، استيقظا في الساعة 9:06 صباحًا بتوقيت شرق الولايات المتحدة وأُعلِما بأخبار الصباح، التي تضمنت اصطدام طائرتين فوق نيويورك. لأول مرة خلال الرحلة، سُمح لأحد أفراد الطاقم بخلع بدلته الفضائية. خطط بورمان ولوفيل لخلع بدلتيهما بعد أول يومين في المهمة، عندما أصبحا مقتنعان بأن النظام البيئي في المركبة يعمل بشكل صحيح. لم يُعجب مديرو ناسا بهذه الفكرة، وفضلوا أن يرتدي أحدهما على الأقل بدلته طوال الوقت. ارتدى بورمان بدلته وتعرق بغزارة، لكنه وافق على خلع لوفيل لبدلته، إذ كان لوفيل أضخم من بورمان، وقد تطلب الأمر الكثير من الجهد للدخول والخروج من البدلة في مساحة أكبر قليلًا من مقعدي السيارة الأماميين.